# بيدرو جويل بيريرا سيلفا
بيدرو جويل بيريرا سيلفا (24 أكتوبر 1990 ببارسيلوس في البرتغال - ) هو لاعب كرة قدم برتغالي في مركز الهجوم.

## وصلات خارجية
- بيدرو جويل بيريرا سيلفا على موقع قاعدة بيانات كرة القدم.إي يو (الإنجليزية)
- بيدرو جويل بيريرا سيلفا على موقع Soccerway.com (الإنجليزية)
- بيدرو جويل بيريرا سيلفا على موقع AS.com (الإسبانية)